# Vehículo solar

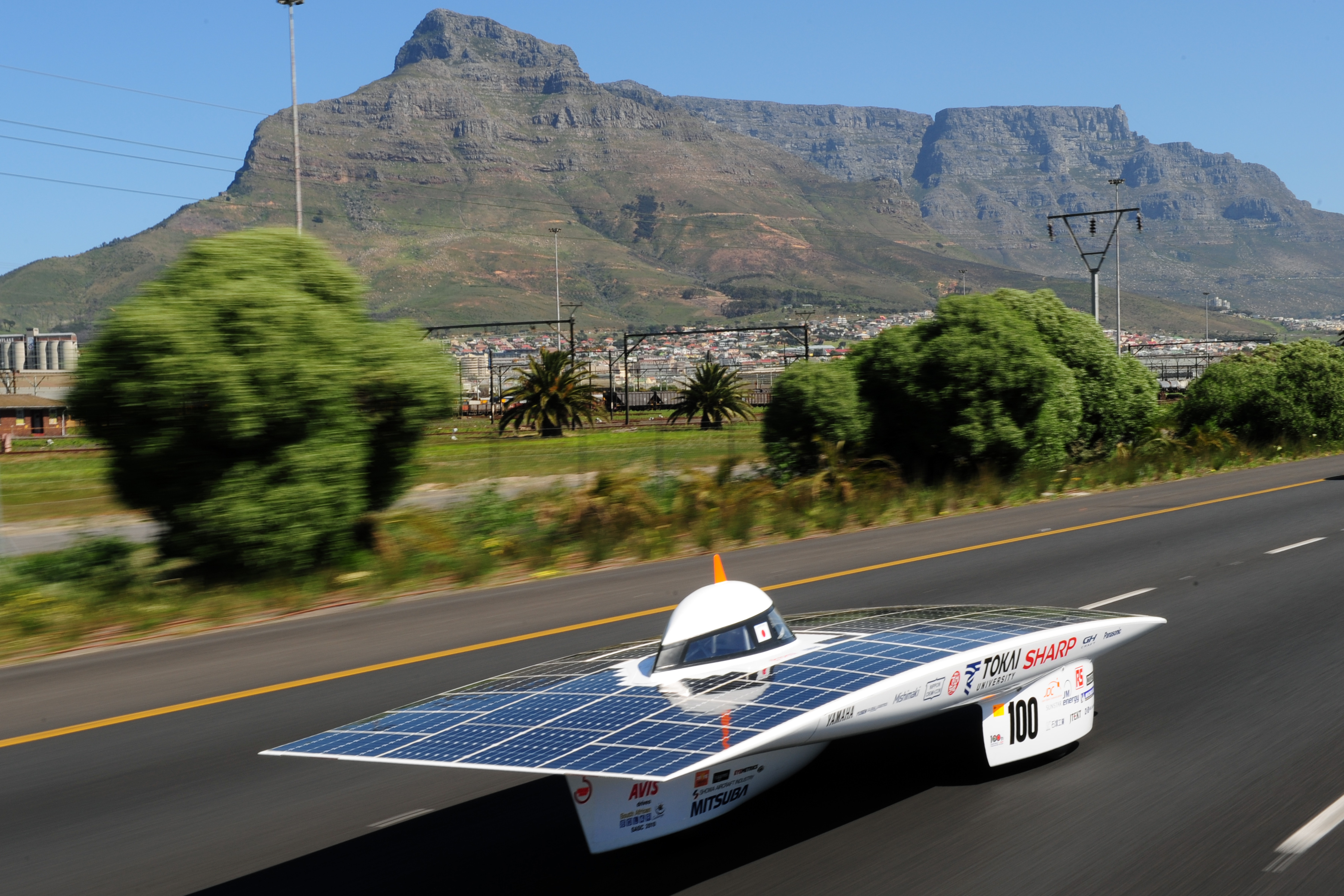
Vehículo eléctrico propulsado mediante energía fotovoltaica, vencedor del South African Solar Challenge.

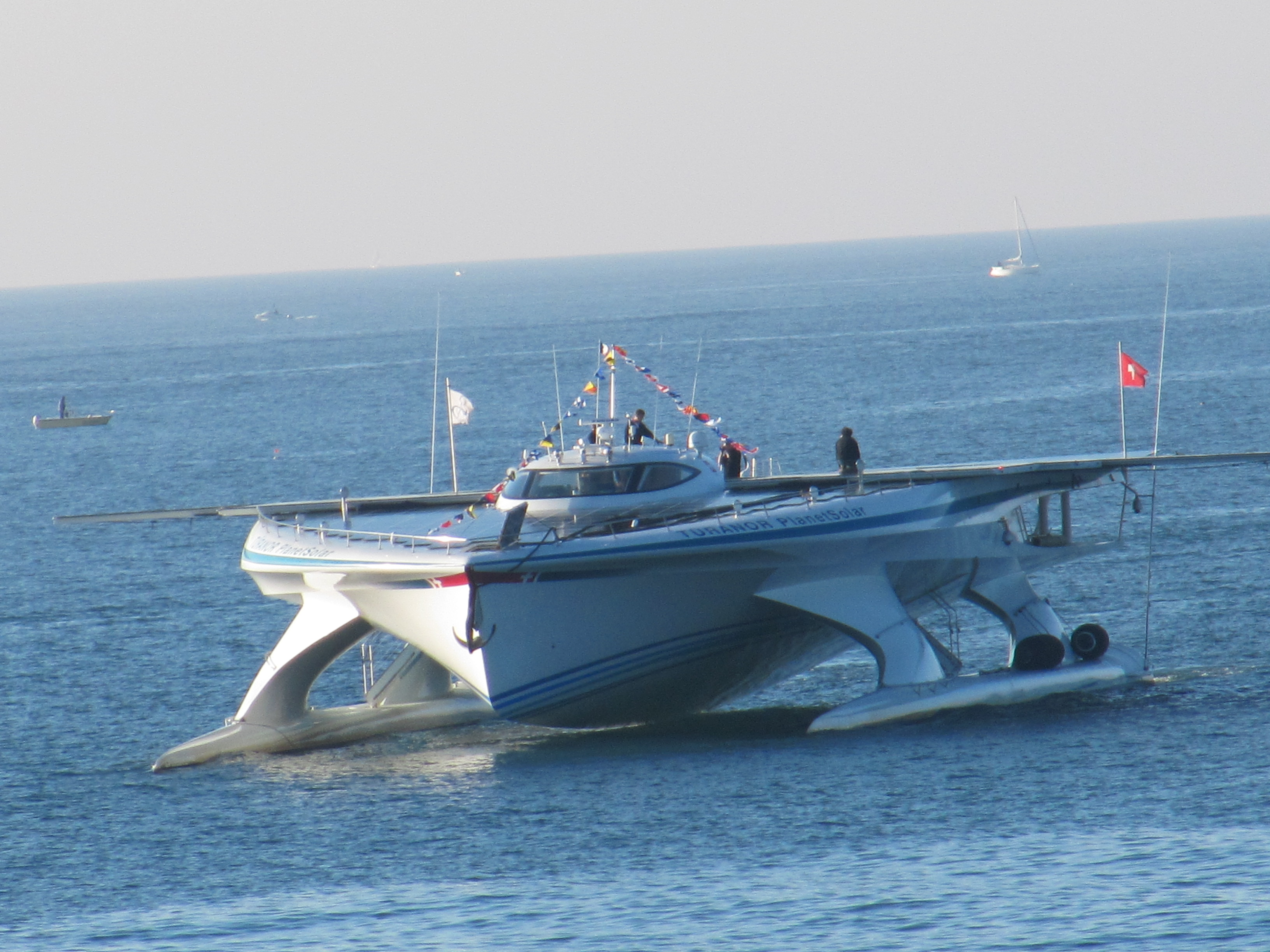
alimentado por energía solar

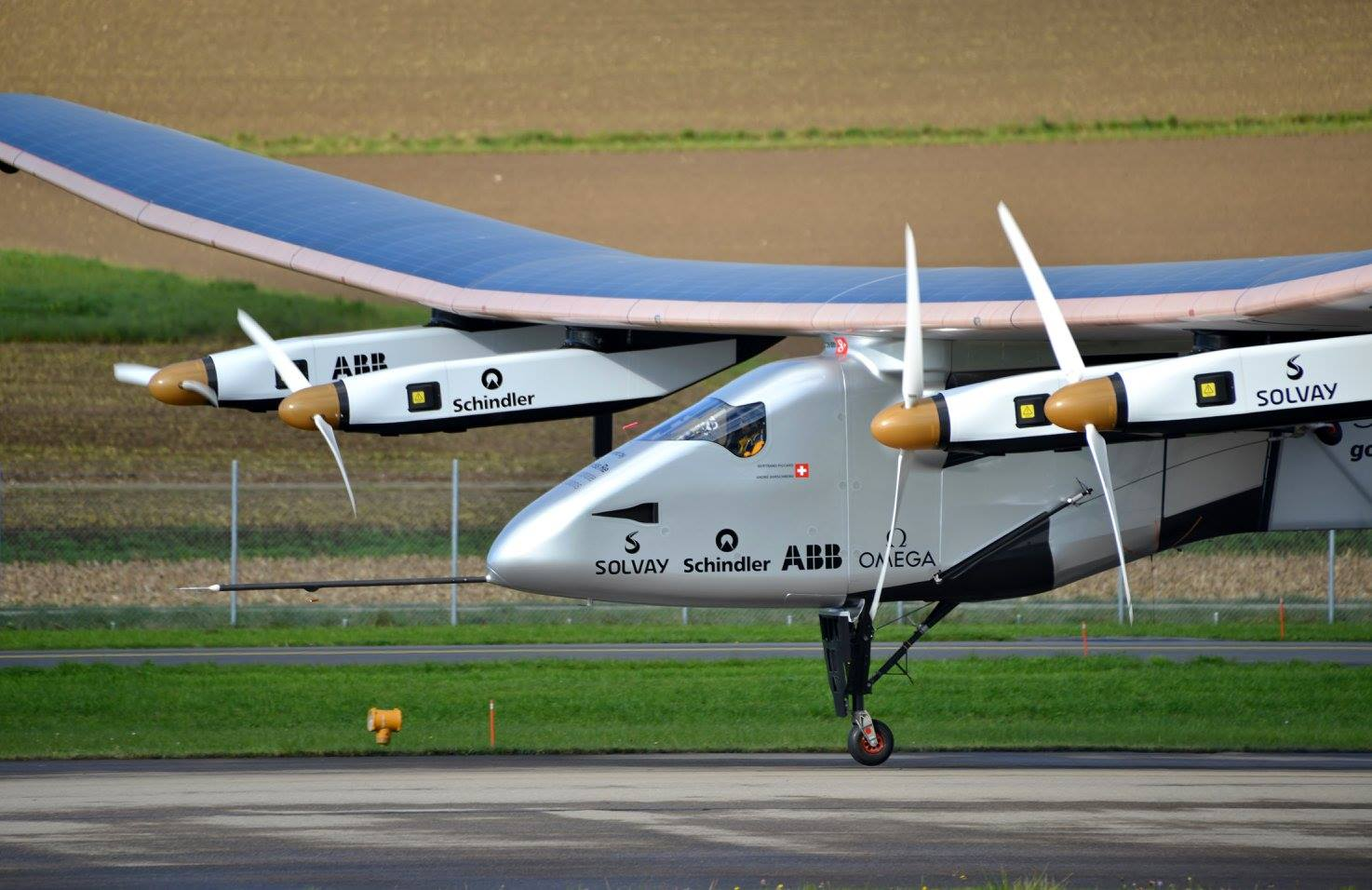
El Solar Impulse, primer avión solar tripulado capaz de dar la vuelta al mundo.

Un vehículo solar es un vehículo propulsado por un motor eléctrico (vehículo eléctrico) alimentado por energía solar fotovoltaica obtenida de paneles solares en la superficie del automóvil, lo que los diferencia de los vehículos de carga solar, en los que se emplea electricidad renovable que fue obtenida fuera del vehículo. Las celdas fotovoltaicas convierten la energía del sol directamente a electricidad, que puede o bien ser almacenada en baterías eléctricas o utilizada directamente por el motor.
A diferencia de los vehículos de carga solar, los automóviles solares no son actualmente una forma de transporte práctica. Aunque pueden operar por distancias limitadas sin sol, las celdas son generalmente muy frágiles. Además, los equipos de desarrollo han enfocado sus esfuerzos hacia la optimización de la funcionalidad del vehículo, preocupándose poco por la comodidad del pasajero. La mayoría de automóviles solares sólo tienen espacio para una o dos personas.
Los automóviles solares compiten en carreras (a menudo llamadas rayces) como la World Solar Challenge, American Solar Challenge o la Carrera Solar Atacama. Estos eventos son a menudo apoyados por agencias gubernamentales, como el Departamento de Energía de Estados Unidos, que se ocupa de promover el desarrollo de métodos de propulsión alternativa. En estas competiciones participan a menudo universidades para mejorar las habilidades de sus estudiantes, aunque también han participado muchos equipos profesionales, incluyendo equipos de General Motors y Honda.

## Cabina del piloto
La cabina del piloto normalmente contiene un solo asiento, aunque unos pocos automóviles también tienen un segundo asiento. Tienen algunos de los elementos comunes a cualquier automóvil, como frenos, acelerador, intermitentes, espejos traseros (o cámara), ventilación, y a veces control de velocidad. También se cuenta con una radio para comunicarse con el equipo.
Los automóviles solares vienen equipados con algunos indicadores como en los automóviles convencionales. Aparte de mantener el automóvil en la carretera, la principal tarea del conductor es vigilar los distintos indicadores para sortear posibles problemas.

## Sistema eléctrico
El sistema eléctrico es el más importante de los sistemas del automóvil, porque controla toda la potencia que entra y sale del conjunto. Las baterías juegan el mismo papel que el depósito de combustible en una automóvil normal como almacenamiento de energía para uso futuro. Los automóviles solares usan diversos tipos de baterías, incluyendo plomo, níquel-cadmio, y litio. Las baterías de plomo son más económicas y más fáciles de operar, pero la relación potencia/peso es mala. Típicamente, los automóviles solares usan voltajes entre 75 y 170 V 
La electrónica de potencia regula la electricidad del automóvil. Los componentes de la electrónica de potencia incluyen los seguidores de potencia de pico, el control del motor y el sistema de adquisición de datos. 
Los seguidores de potencia de pico controlan la potencia que viene del dispositivo solar para maximizarla y suministrarla al motor. También protegen las baterías de sobrecargas. El controlador del motor maneja la electricidad que alimenta al motor de acuerdo a las señales que provienen del acelerador.
Muchos automóviles solares tienen complejos sistemas de adquisición de datos que monitorizan todo el sistema eléctrico mientras que incluso los automóviles más básicos tienen sistemas que proveen información del voltaje y corriente de la batería al conductor. Uno de tales sistemas usa Controller Area Network (CAN).

## Tren de transmisión
El conjunto del motor y la transmisión es singular en los automóviles solares. El motor eléctrico mueve normalmente una sola rueda (generalmente en la parte trasera) debido a la baja potencia necesaria. Los motores de los automóviles solares tienen generalmente entre 2 y 5 CV (1 a 3 kW); el tipo más común es un motor de corriente continua de doble bobinado sin escobillas. Este motor se usa también como transmisión porque las cajas de cambio son raramente usadas.
Hay tres tipos básicos de transmisión usados en los automóviles solares:
- Transmisión directa con una sola reducción
- Transmisión por correa de relación variable
- Transmisión directa

Existen variedades de cada transmisión. La más usada es la transmisión directa.

## Sistemas mecánicos
Los sistemas mecánicos se diseñan para obtener el peso y la fricción al mínimo, pero manteniendo la rigidez. Se usan titanio y compuestos para asegurar una buena relación rigidez/peso.
Los automóviles solares tienen generalmente tres ruedas, pero algunos tienen cuatro. Los de tres ruedas tienen dos ruedas frontales y una trasera. Las frontales proveen la dirección y la trasera la sigue. Los de cuatro ruedas se disponen como en un automóvil normal o, similarmente a los de tres ruedas, las dos ruedas traseras se juntan.
Los automóviles solares poseen un amplio rango de suspensiones debido a la variedad de carrocerías y chasis. La suspensión delantera más usada es la de doble brazo articulado, mientras la trasera es del tipo de brazo articulado usado en motos...
Los frenos más usados son los de disco debido a buena capacidad de frenado y ajuste. Se usan tanto frenos mecánicos como hidráulicos y se diseñan para moverse libremente.
Los sistemas de dirección son muy variables. Los factores básicos de diseño de los sistemas de dirección son eficiencia, fiabilidad y alineamiento preciso para minimizar el desgaste de neumáticos y pérdida de potencia. La popularidad en EE. UU. de las carreras de automóviles solares ha llevado a ciertos fabricantes a diseñar neumáticos especiales. Esto ha incrementado la seguridad y las prestaciones.

## Paneles solares

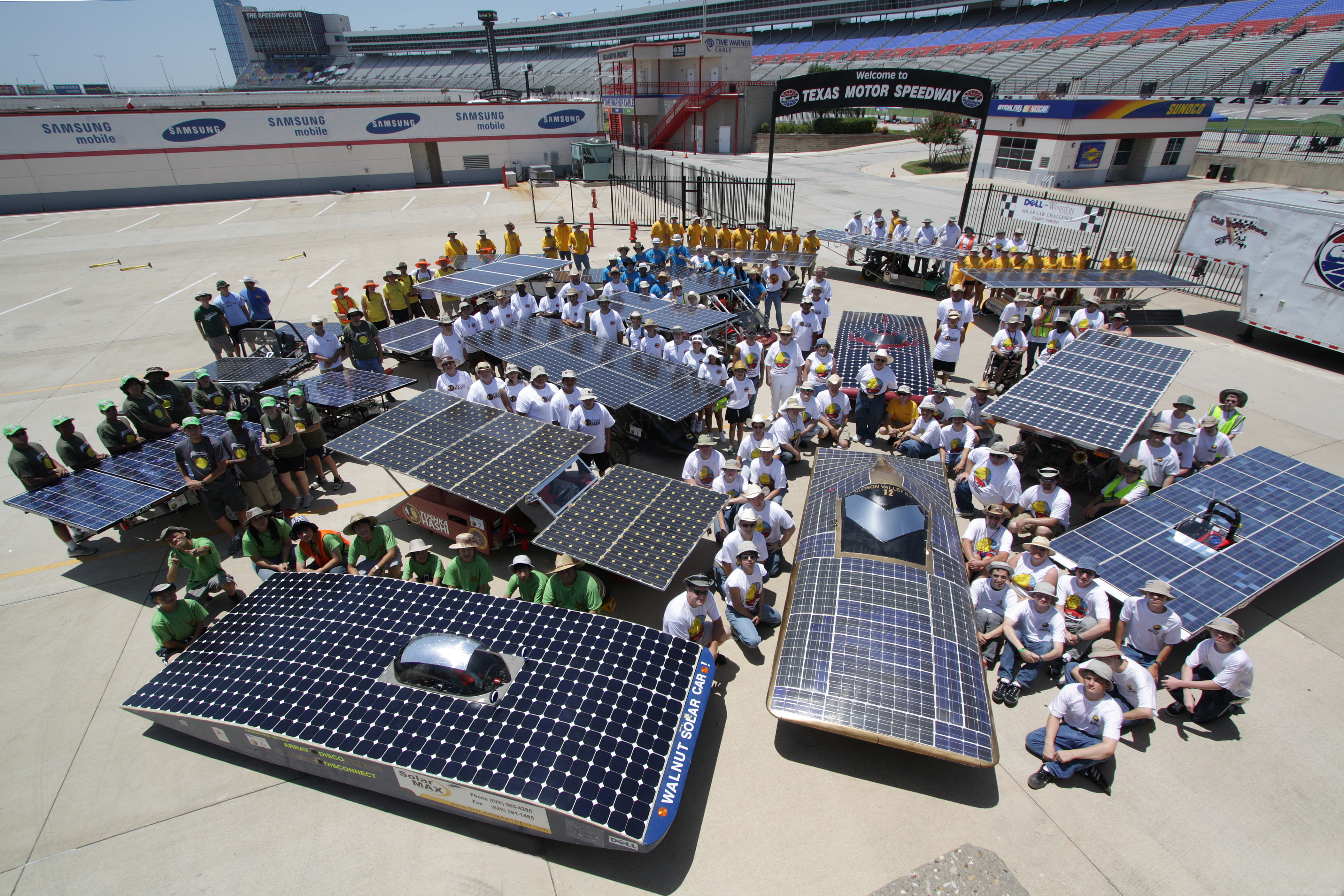
Concentración de coches solares en la edición de 2009 del Solar Challenge, en el Texas Motor Speedway.

Los paneles solares constan de cientos células fotovoltaicas que convierten la luz solar en electricidad. Los automóviles pueden usar una variedad de tecnologías de células, frecuentemente de silicio policristalino, silicio monocristalino, o arseniuro de galio. Las células se conectan en cadena que luego se conectan entre sí para formar un panel. Estos paneles tiene normalmente voltajes próximos a los nominales de la batería. El propósito principal es tener muchas células en un espacio pequeño. Las células se encapsulan para protegerlas del clima y la rotura.
El diseño de un panel solar es algo más que juntar cadenas de células. El panel solar actúa como una cantidad de pequeñas pilas conectadas en serie. El voltaje producido es la suma de los voltajes de cada pila. El problema es que si una sola célula está en sombra actúa como un diodo, bloqueando la corriente de toda la cadena. Para evitarlo, los diseñadores usan diodos de desvío en paralelo con pequeños segmentos de la cadena, permitiendo que la corriente fluya por fuera de las células inactivas. Otra consideración es que la batería puede forzar una corriente contraria por el panel a menos que haya diodos de bloqueo puestos al final de cada panel. 
La potencia producida por el panel solar depende de las condiciones meteorológicas, la posición del sol y la capacidad del panel. Al mediodía de un día claro, un buen panel puede producir más de 2 kW (2,6 hp).
Algunos automóviles han empleado velas para aprovechar la energía del viento, lo que está permitido por los reglamentos.

## Carrocería y chasis
Los automóviles solares tienen formas muy especiales y no hay normas establecidas de diseño. Se trata de minimizar la resistencia del aire, maximizar la exposición al sol, minimizar el peso y hacer los vehículos lo más seguro posible.
En los diseños de chasis el propósito es maximizar la rigidez y la seguridad mientras se mantiene el peso lo más bajo posible. Hay tres tipos de chasis:
- estructura espacial
- semi-monocasco
- monocasco

La estructura espacial usa tubos soldados que soportan la carrocería de resina. El chasis semimonocasco usa las vigas y cabeceras de resina para soportar el peso y está integrado en la parte inferior, con las secciones superiores a menudo unidas a la carrocería. La estructura monocasco usa la carrocería como una estructura que soporta la carga.
Las resinas compuestas se usan ampliamente en los automóviles solares. La fibra de carbono, el Kevlar y la fibra de vidrio son los materiales estructurales más frecuentes, mientras la espuma es el material de relleno. Las resinas epoxy se usan para unir estos materiales. Las estructuras de fibra de carbono y Kevlar son tan fuertes como el acero pero con un peso mucho menor.

## Estrategia de carrera
Optimizar el uso de la energía es de suma importancia en una carrera de automóviles solares. Por tanto, es muy importante monitorizar la velocidad, consumo de energía, energía cargada a través del panel solar, entre otros muchos. Algunos equipos emplean telemetría que automáticamente observa y registra toda la información sobre el automóvil en tiempo real. 
La estrategia empleada depende de las reglas y condiciones de la carrera. Estas carreras suelen tener un punto inicial de salida y llegada al que hay que llegar en el menor tiempo posible. Ya que la resistencia del aire aumenta con la velocidad, la energía también aumenta exponencialmente. Por tanto, la mejor estrategia es viajar a velocidad constante. Dada la variedad de condiciones en la carrera y el limitado aporte de energía, los equipos utilizan software que ayuda a los equipos a conocer la velocidad a la que debería viajar el automóvil.

## Carreras solares
Dos de las carreras más importantes son World Solar Challenge y North American Solar Challenge. En ellas participan gran variedad de equipos universitarios y profesionales.
Los equipos profesionales participan en la camerina para dar a sus equipos de diseño experiencia trabajando con fuentes de energía alternativas y materiales avanzados (aunque algunos consideran su participación como un mero ejercicio de relaciones públicas). General Motors y Honda están entre las compañías que promocionan los equipos solares. Los equipos universitarios compiten en la carrera porque les da experiencia diseñando automóviles de avanzada tecnología y trabajando con tecnología de materiales ambientales y avanzados. Estas carreras suelen estar patrocinadas por agencias como US Departamento de Energía que están interesados en promover fuentes de energía renovables. 
Los automóviles requieren equipos de soporte intensivo iguales a los equipos del mundo profesional del motor. Es en especial el caso del World Solar Challenge en donde las etapas de la carrera atraviesan países muy remotos. Hay otras carreras como Suzuka, Phaethon, y la World Solar Rally. Suzuka es una carrera anual en Japón y Peatón era parte de la Olimpiada Cultural en Grecia antes de las olimpiadas del 2004. 
El 2005 North American Solar Challenge, que corrió por Austin, Texas, hasta Calgary, Canadá, fue el sucesor del American Solar Challenge. El ASC corrrió en 2001 y en 2003 desde Chicago, Illinois, hasta Claremont, California a lo largo de la ruta 66. El ASC fue a su vez el sucesor del antiguo GM Sunrayce, que corrió a lo largo del país en 1990, 1993, y cada dos años hasta 1999. 
El 2005 North American Solar Challenge tenía dos modalidades:
- Abierta: en la cual los equipos podían usar paneles solares de grado espacial – ganado por la University of Michigan.
- Limitada(Stock): limitaba el tipo de paneles que podían se usados en los "solar arrays" – ganado por la Stanford University.

La North American Solar Challenge fue promovida en parte por el Departamento de Energía de Estados Unidos. Recientemente, están surgiendo perspectivas de una carrera tipo NASC en 2008. 18 equipos de toda Norteamérica acudieron a la conferencia en Topeka, KS en el 20-21 de octubre para decidir las reglas para una carrera en el 2008. Si se llegara a un acuerdo entonces es casi seguro que esta carrera tendría lugar. 
El 20.º cumpleaños de la carrera World Solar Challenge tendrá lugar en octubre de 2007, y ya parece que será una carrera para recordar. Cambios importantes en el reglamento tuvieron lugar en junio de 2006 para esta carrera, intentado reducir la velocidad de los automóviles en el evento, la cual se había acercado a la velocidad límite en años anteriores.
En 2011, en Chile, se realizó la primera carrera de autos solares a nivel latinoamericano, en el desierto más árido del mundo: el Desierto de Atacama. Se trata del Atacama Solar Challenge 2011. Esta carrera está enfocada a estudiantes de todas las universidades de Latinoamérica, y cuenta de dos categorías: El Desafío Solar Atacama, y La Ruta Solar. Obteniendo el 1° lugar de la categoría Desafío Solar Atacama el vehículo solar "INTIKALLPA" de la Universidad de La Serena, gracias a estudiantes de la carrera de Ingeniería Mecánica y Minera Los Pelambres, entre otros.
En 2012, nuevamente se realizó la segunda carrera de autos solares a nivel latinoamericano. Dividida en 2 categorías como la edición anterior. Resultando ganador del Desafío Solar Atacama por 2° vez consecutiva el equipo "Antakari" de la Universidad de La Serena, pero esta vez participando con el vehículo solar "INTIKALLPA 2", recorriendo 1300 km en 4 días. Siguiéndolo en 2° lugar el vehículo "EOLIAN 3" de la Universidad de Chile. Y en la categoría de los triciclos ganó el equipo solar "MECATRONICA" de la Universidad Católica de Chile.

## Exploración
Los vehículos solares más exitosos tal vez sean los "rovers" utilizados para explorar la superficie lunar y marciana como en el proyecto Mars Pathfinder de 1997.